# Euproctis nebulosa
Euproctis nebulosa är en fjärilsart som beskrevs av Rothschild 1915. Euproctis nebulosa ingår i släktet Euproctis och familjen tofsspinnare. Inga underarter finns listade i Catalogue of Life.